# The Glorious Art of Breaking Little Girls' Hearts and Blowing Big Boys' Brains
The Glorious Art of Breaking Little Girls' Hearts and Blowing Big Boys' Brains er et studiealbum af den danske musiker Lars Muhl, udgivet i 1986 på Genlyd. Det var Muhls første udgivelse i eget navn efter opløsningen af hans gruppe Warm Guns i 1984. 
Albummet indeholder bl.a. Lars Muhls mest kendte komposition "One More Minute", der er blevet indspillet på andre sprog af kunstnere som f.eks. danske Lis Sørensen ("Indtil dig igen", 1985), norske Sissel Kyrkjebø ("Inn til deg", 1986) og franske Fabienne Guyon ("Amour Cristal", 1987). 
Lars Daneskov skrev i musikmagasinet MM i 1986, at Lars Muhl som sangskriver i Warm Guns gang på gang afslørede sig som en af dansk rocks største romantikere, "og også på egen hånd er Muhl manden, der til hver en tid står ved sine laster. Selvfølgelig bliver der på The Glorious Art… tro mod titlen pustet til de store drenges hjerner med rock for fulde gardiner, men det er i første omgang de intime og blødende ballader for nedrullede samme, man bliver ved at vende tilbage til på denne plade. […] Muhl er aldrig bange for at være banal, og det er måske der hans allerstørste styrke ligger. Sålænge det gavner sagen og sangen, viger han ikke tilbage for at låne lidt rundt omkring og benytte sig af det genbrug, han selv engang har kaldt »stafetten mellem generationerne«."
I et tilbageblik, 24 år efter udgivelsen, skrev Torben Bille om albummet, at "anslaget var så grandiost som titlen, en blanding af David Bowie, Scott Walker og Gustav Winckler, og egentlig helt uden for tiden."

## Spor
Alle sange skrevet og komponeret af Lars Muhl, undtagen hvor noteret. 
| #  | Titel                             | Sangskriver(e)      | Længde |
| -- | --------------------------------- | ------------------- | ------ |
| 1. | "Big Boys Are Hungry"             |                     | 3:20   |
| 2. | "Why Don't You Love Me"           |                     | 3:16   |
| 3. | "One More Minute"                 |                     | 3:39   |
| 4. | "Even Little Girls Like You"      |                     | 3:53   |
| 5. | "Let's Fall in Love"              |                     | 3:48   |
| 6. | "Even Losers Get Lucky Sometimes" | Muhl, Troels Møller | 4:50   |
| 7. | "It Hurts to Say Goodbye"         |                     | 3:33   |
| 8. | "Hey You"                         |                     | 4:20   |
| 9. | "Behind Closed Doors"             |                     | 5:01   |

## Medvirkende
- Lars Muhl – vokal, keyboards, kor, arrangementer
- Troels Møller – trommer, percussion, guitar, mundharpesolo ("Even Losers Get Lucky Sometimes"), arrangementer
- Thomas Breckling – guitar, keyboards, percussion
- Aske Jacoby – guitar, kor, guitarsolo ("Big Boys Are Hungry")
- Finn Verwohlt – guitar
- Bent Warny – guitar
- Tom B. Olesen – bas
- Jesper Mardahl – bas
- Simon West – keyboards
- Claes Antonsen – trommer
- Uffe Isaksen – percussion
- Charlotte Hansen – kor
- Thomas Helmig – kor
- Niels Hoppe – blæsere, arrangementer, saxofonsolo ("Why Don't You Love Me", "Behind Closed Doors")
- Stig Boel – blæsere
- Knud Erik Nørgaard – blæsere
- Lars Kvist-Jensen – strygere, arrangementer
- Hanna Høy Hovengaard – strygere
- Dorthe Rolsted Jessen – strygere
- Christina Åstrand – strygere
- Lars Kiehn – arrangementer

### Produktion
- Lars Muhl – producer
- Thomas Breckling – producer, teknik, mix
- Tom Jeppesen – teknik (assistent)
- Valle V. Petersen (Kaas & Pihlkjær), Brainstorm – albumcover, koncept
- Kim Agersten – foto
- Jesper Mardahl – supervisor